# Foltos lármáskuvik
A foltos lármáskuvik (Megascops trichopsis) a madarak (Aves) osztályának a bagolyalakúak (Strigiformes) rendjéhez, ezen belül a bagolyfélék (Strigidae) családjához tartozó faj.

## Rendszerezése
A fajt Johann Georg Wagler német ornitológus írta le 1832-ben, a Strix nembe Strix trichopsis néven. Sokáig az Otus nemhez sorolták Otus trichopsis néven.

## Alfajai
- Megascops trichopsis aspersus (Brewster, 1888) - Arizona délkeleti része és észak-Mexikó
- Megascops trichopsis trichopsis (Wagler, 1832) - Mexikó középső része
- Megascops trichopsis mesamericanus (van Rossem, 1932) - Mexikó délkeleti része, Guatemala, Honduras, Salvador és Nicaragua északi része  [2]

## Előfordulása
Az Amerikai Egyesült Államok déli részén,  valamint Mexikó, Guatemala, Honduras, Nicaragua és Salvador területén honos. 
Természetes élőhelyei a szubtrópusi és trópusi száraz erdők és hegyi esőerdők, valamint ültetvények és másodlagos erdők. Állandó, nem vonuló a faj.

## Megjelenése
Testhossza 19 centiméter, testtömege 97-160 gramm.
|  |

## Természetvédelmi helyzete
Az elterjedési területe nagyon nagy, egyedszáma ugyan csökken, de még nem éri el a kritikus szintet. A Természetvédelmi Világszövetség Vörös listáján nem fenyegetett fajként szerepel.